# Daïras de la wilaya de Boumerdès
Pour les articles homonymes, voir Boumerdès (homonymie).
La wilaya de Boumerdès compte 9 daïras.

## Daïras de la wilaya de Boumerdès
Localisation des daïras dans la wilaya de Boumerdès :
1. Baghlia
2. Boudouaou
3. Bordj Ménaïel
4. Boumerdès
5. Dellys
6. Khemis El Kechna
7. Isser
8. Naciria
9. Thenia

Le tableau suivant donne la liste des daïras de la wilaya de Boumerdès, en précisant pour chaque daïra : le nombre de communes, sa population, sa superficie et les communes qui la composent.
| Daïras           | Communes                                                                    | Nombre de communes | Superficie km² | Superficie % | Population (2008) |
| ---------------- | --------------------------------------------------------------------------- | ------------------ | -------------- | ------------ | ----------------- |
| Baghlia          | Baghlia, Sidi Daoud, Taourga                                                | 3                  | 151,15         | 10,4         | 42 834            |
| Boudouaou        | Boudouaou, Boudouaou El Bahri, El Kharrouba, Bouzegza Keddara, Ouled Hedadj | 5                  | 183,01         | 12,6         | 135 416           |
| Bordj Ménaiel    | Bordj Menaïel, Zemmouri, Leghata, Djinet                                    | 4                  | 275,13         | 18,9         | 126 886           |
| Boumerdès        | Boumerdès, Corso, Tidjelabine                                               | 3                  | 83,53          | 5,7          | 60 652            |
| Dellys           | Dellys, Afir, Ben Choud                                                     | 3                  | 129,93         | 8,9          | 56 162            |
| Khemis El Kechna | Khemis El Khechna, Ouled Moussa, Larbatache, Hammadi                        | 4                  | 189,85         | 13,0         | 181 634           |
| Isser            | Isser, Si Mustapha, Timezrit, Chabet El Ameur                               | 4                  | 190,31         | 13,1         | 88 117            |
| Naciria          | Naciria, Ouled Aïssa                                                        | 2                  | 85,38          | 5,9          | 30 116            |
| Thénia           | Thénia, Souk El Had, Ammal, Béni Amrane                                     | 4                  | 167,87         | 11,5         | 60 258            |
| Total            |                                                                             | 32                 | 1456,16        | 100          | 802 083           |